# Holzberg bei Stadtoldendorf, Heukenberg
Holzberg bei Stadtoldendorf, Heukenberg este o arie protejată (sit de importanță comunitară — SCI) din Germania întinsă pe o suprafață de 781 ha, integral pe uscat.

## Localizare
Centrul sitului Holzberg bei Stadtoldendorf, Heukenberg este situat la coordonatele 51°51′02″N 9°40′07″E / 51.8506°N 9.6686°E.

## Înființare
Situl Holzberg bei Stadtoldendorf, Heukenberg a fost declarat sit de importanță comunitară în iunie 2000 pentru a proteja 1 specie de plante și 2 specii de animale.

## Biodiversitate
Situată în ecoregiunea continentală, aria protejată conține 10 habitate naturale: Pajiști uscate seminaturale și facies de acoperire cu tufișuri pe substraturi calcaroase (Festuco-Brometalia) (* situri importante pentru orhidee), Liziere de ierburi înalte hidrofile de câmpie și de nivel montan până la alpin, Fânețe de joasă altitudine (Alopecurus pratensis, Sanguisorba officinalis), Izvoare petrifiante cu formare de travertin (Cratoneurion), Mlaștini alcaline, Pante stâncoase calcaroase cu vegetație casmofită, Păduri de fag Asperulo-Fagetum, Păduri de fag din Europa Centrală dezvoltate pe sol calcaros cu Cephalanthero-Fagion, Păduri pe pante, grohotișuri și ravene de Tilio-Acerion, Păduri aluvionare cu Alnus glutinosa și Fraxinus excelsior (Alno-Padion, Alnion incanae, Salicion albae).
La baza desemnării sitului se află mai multe specii protejate:
- plante (1): papucul doamnei (Cypripedium calceolus)
- mamifere (1): liliac comun (Myotis myotis)
- nevertebrate (1): Vertigo angustior

Pe lângă speciile protejate, pe teritoriul sitului au mai fost identificate 11 specii de plante.